# 4-coumaroil-CoA
Coumaroil-Coenzima A  es un compuesto químico que se encuentra en las chalconas, un compuesto clave en las vías de biosíntesis de los flavonoides y estilbenoides  en las plantas.
La cetona de frambuesa también se sintetiza a través coumaroil-CoA. o

## Las enzimas que utilizan Coumaroil-Coenzyme A
- Antocianina 3-O-glucósido 6 ''-O-hydroxycinnamoyltransferasa
- Anthocyanin 5-aromatic acyltransferase
- Chalcona sintasa
- 4-Coumarate-CoA ligase
- 6'-Deoxychalcone synthase
- Agmatina N4-coumaroyltransferasa
- Flavonol-3-O-triglucosida O-coumaroyltransferasa
- Naringenin-chalcona sintasa
- Shikimate O-hydroxycinnamoyltransferasa
- Trihydroxystilbeno sintasa